# Serges Wawa
Serges Pascal Wawa Sfondo (1 de janeiro de 1986) é um futebolista profissional marfinense que atua como defensor.

## Carreira
Serges Wawa representou a Seleção Marfinense de Futebol, nas Olimpíadas de 2008. 